# Onthophagus samoengus
Onthophagus samoengus là một loài bọ cánh cứng trong họ Bọ hung (Scarabaeidae).